# فلوران كلود
فلوران كلود (بالفرنسية: Florent Claude)‏ هو متسابق بياثل فرنسي، ولد في 11 نوفمبر 1991 في ريميرمون في فرنسا.

## وصلات خارجية
- فلوران كلود على موقع IBU (الإنجليزية)
- فلوران كلود على موقع اللجنة الأولمبية الدولية (الإنجليزية)
- فلوران كلود على موقع أوليمبيديا (الإنجليزية)
- فلوران كلود على موقع اللجنة الأولمبية البلجيكية (الهولندية)